# Follow Me
Pour les articles homonymes, voir Follow Me (homonymie).
Singles de Muse
Madness
(2012) Supremacy
(2013)
Pistes de The 2nd Law
Survival
(5) Animals
(7)
Follow Me est une chanson et la sixième piste de l'album The 2nd Law du groupe britannique Muse. Elle est publiée en tant que 4e extrait et troisième single de l'album le 10 décembre 2012 et 29e single de la discographie du groupe. C'est le quatrième extrait promotionnel de l'album après Survival, quelques semaines plus tôt en tant qu'hymne officiel des Jeux olympiques de Londres, Unsustainable début août et Madness mi-août. Le clip officiel est publié sur YouTube par la chaine officielle de Muse le 11 décembre 2012.

## Production
La chanson est dévoilée en première mondiale lors du tournage du premier Taratata de la saison 2012 et 2013 à Paris, en France, le 19 septembre 2012. Il s'agit d'une ballade de rock électronique dédiée au fils du chanteur Matthew Bellamy, né en 2011. Un an plus tôt, dès la naissance de son fils Bingham « Bing », Matthew Bellamy déclare vouloir dédier un ou deux morceaux à son fils. C'est donc Follow Me qui figurera sur l'album. L'enjeu de ce morceau, selon les dires du groupe, a été de composer une mélodie avec de vrais instruments puis de ré-enregistrer le résultat sous format numérique, afin d'obtenir un morceau entièrement artificiel[réf. nécessaire]. Le début de la chanson présente des battements de cœurs ; il s'agit d'un enregistrement de battements de cœur du fils du chanteur. Ce dernier les a enregistrés lors de la grossesse de sa femme Kate Hudson[réf. nécessaire]. Le morceau commence calmement puis les sonorités vont crescendo[réf. nécessaire].
Cette musique est un fond de dubstep, elle était produite par Matthew Bellamy et le groupe de DJ de drum and bass Nero,,. Il porte sur la paternité et la responsabilité de prendre soin de ses enfants. Le clip vidéo, lui, est inspiré du clip de Resistance[réf. nécessaire]. Le clip est composé de scènes prises durant les différents concerts européens de Muse[réf. nécessaire].

## Titres
| 1. | Follow Me (Jacques Lu Cont's Thin White Duke Remix) | 5:54 |

| 1. | Follow Me (Album Version)                           | 3:51 |
| 2. | Follow Me (Jacques Lu Cont's Thin White Duke Remix) | 5:54 |

| 1. | Follow Me (Live tournée au O2, Londres) | 3:58 |

## Classements
| Classements (2012–2013)                 | Meilleure position |
| --------------------------------------- | ------------------ |
| Belgique (Flandre Ultratop 50 Singles)  | 31                 |
| Belgique (Wallonie Ultratop 50 Singles) | 37                 |
| France (SNEP)                           | 56                 |
| Italie (FIMI)                           | 41                 |